# Heinsberg (distrito)
Heinsberg é um distrito (Kreis ou Landkreis) da Alemanha localizado na região (Regierungsbezirk) de Colónia, no estado da Renânia do Norte-Vestfália.

## Cidades e municípios

Mapa do distrito de Heinsberg.

(População em 30 de junho de 2006)
| Cidades | Municípios                                                     |
| --- | -------------------------------------------------------------- |
| 1. Erkelenz (44 739) 2. Geilenkirchen (28 457) 3. Heinsberg (41 684) 4. Hückelhoven (39 619) 5. Übach-Palenberg (25 280) 6. Wassenberg (16 850) 7. Wegberg (29 579) | 1. Gangelt (11 623) 2. Selfkant (10 225) 3. Waldfeucht (9 367) |